# Miniature (portrait)
Pour les articles homonymes, voir Miniature.

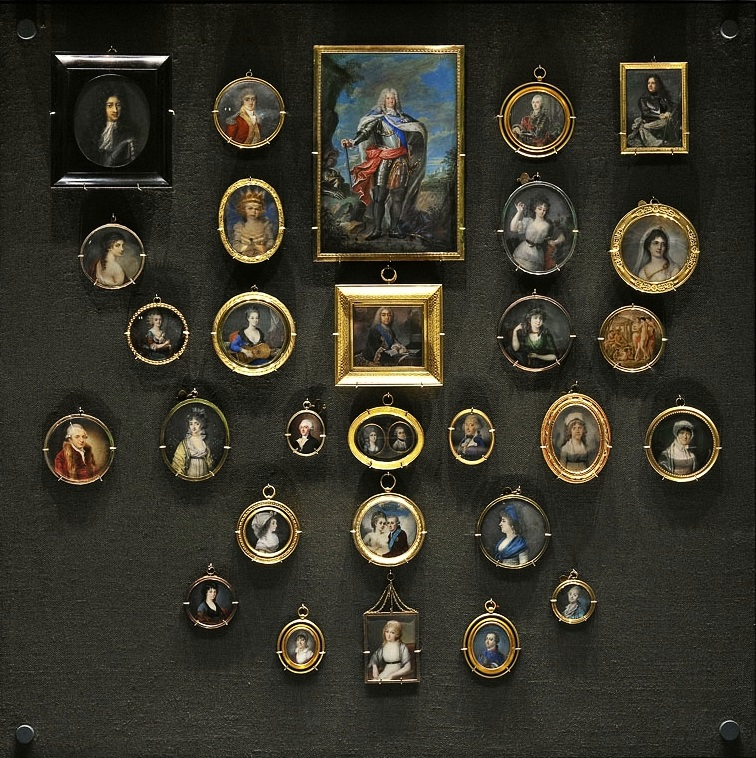
Miniatures au Musée national de Varsovie (Pologne).

Le portrait en miniature est l'art de reproduire sur une petite surface le portrait d'une personne. Il peut orner des objets personnels (bague, bracelet, tabatière, carnet de bal, etc.) et utiliser différents supports et techniques de peinture et de dessin.
La miniature s'offre en témoignage d'amour ou d'amitié. Historiquement, les peintres en miniature ont joué sur la définition ambiguë de leur art, par mode ou pour échapper aux contraintes des corporations. Leurs œuvres sont rarement signées.

## Histoire de la miniature de portrait européenne

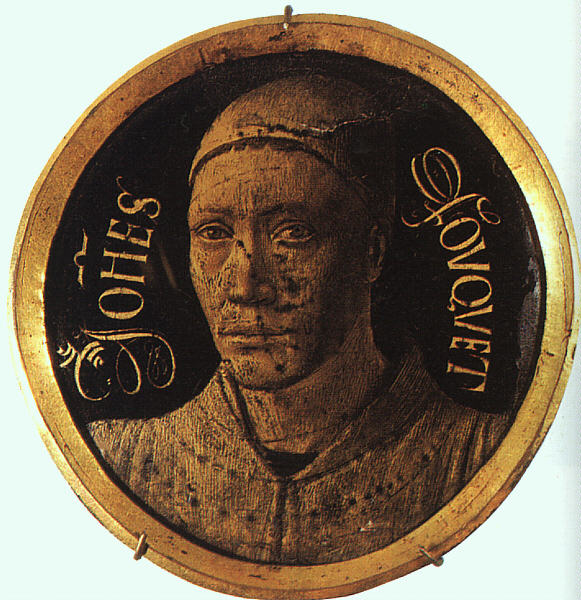
Autoportrait miniature de Jean Fouquet, autrefois présent sur le Diptyque de Melun.

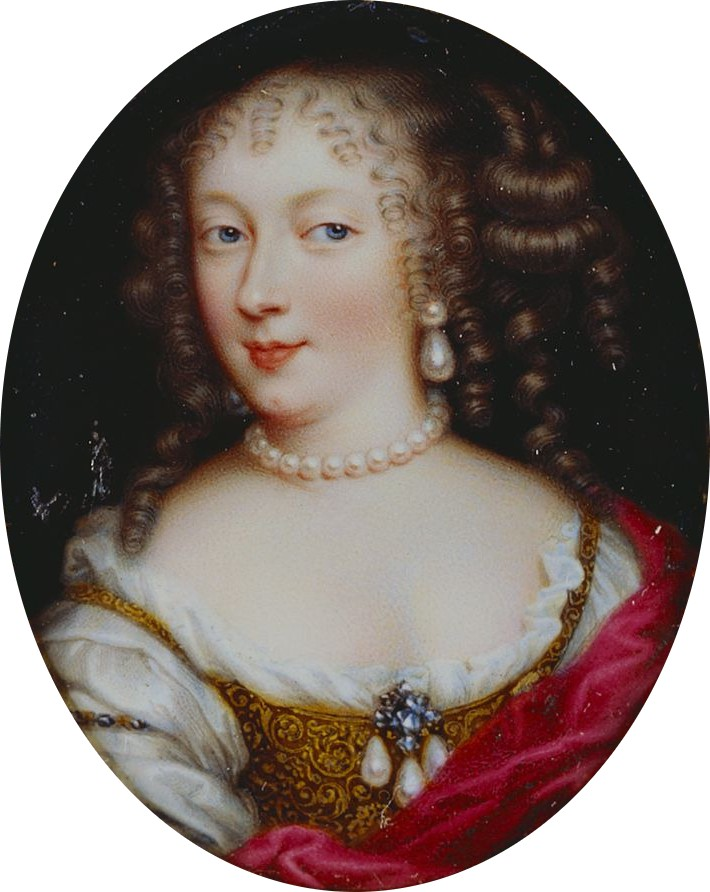
Portrait d'Henriette d'Angleterre par Jean Petitot, émail.

Le mot miniature vient du latin miniare qui signifie écrire au minium. Cet art doit en effet son nom au minium, un oxyde de plomb servant de pigment rouge orangé pour tracer les lettres sur les manuscrits enluminés. Au Moyen Âge, le calligraphe qui utilisait cet oxyde était appelé miniator, en latin. Lorsque cette pratique s'est développée avec l'emploi de l'or et de l'argent dans les pigments, cet art devient celui de l'enluminure. Le miniateur devient un enlumineur.
Les premières miniatures indépendantes des livres apparaissent vers 1520. Le parchemin, support traditionnel de l'enluminure, fait place au vélin. Étant donné le peu d'épaisseur de la peau, il faut la tendre sur une plaque de cuivre ou de bois ou encore la coller sur un carton fort. La taille de la miniature n'est plus limitée que par la taille de la peau. Le château de Versailles conserve une miniature mesurant 93 × 60 cm réalisée par Louis-Nicolas Van Blarenberghe, peintre des batailles sous Louis XIV.
Le XVIIe siècle voit apparaître de nouveaux supports et de nouvelles techniques. Les miniaturistes utilisent à cette époque, non seulement des peintures « à l'eau » (aquarelle, gouache) mais aussi « à l'huile » déposées non plus sur le seul vélin mais également sur une tôle de cuivre, de la porcelaine, du papier, voire de la pierre ou même de l'ardoise. Exceptionnellement, on trouve des miniatures peintes à l'aquarelle et à la gouache sur du verre ou sur du marbre.
Ce n'est que vers 1700 que la feuille d'ivoire apparaît dans l'histoire de la miniature. Son usage est introduit par la Vénitienne Rosalba Carriera (1673-1757), connue pour ses pastels vaporeux. Les qualités du nouveau support sont vite appréciées dans plusieurs pays d'Europe (Angleterre, Pays-Bas, Allemagne). Les tons clairs exploitent les transparences de l'aquarelle pour faire éclater la blancheur du support éburnéen. Les miniaturistes français continuent à lui préférer le vélin jusqu'après l'arrivée en France de Pierre Adolphe Hall (1739-1793), miniaturiste d'origine suédoise qui s'installe à Paris en 1766 et révolutionne l'art de la miniature en France par l'utilisation systématique de l'ivoire. Ce nouveau support domine la production de la fin du XVIIIe et de tout le XIXe siècle.
En 1810, Jean-Baptiste Isabey (1767-1855) introduit l'usage du support-papier. La raison en est simple : une peinture sur papier est réalisée beaucoup plus rapidement que sur ivoire. Le papier est appliqué sur le métal en prenant soin d'isoler ce dernier par une couche de couleur à l'huile pour éviter la corrosion.
Avant la photographie, la miniature représente le seul moyen de faire connaître un visage à distance. Pour reprendre l'expression de Nicole-Garnier Pelle, « la miniature [est un] objet intime » : elle s'échange dans les mariages arrangés, entre fiancés qui ne se sont jamais vus ; elle s'offre entre parents séparés ; elle rappelle l'enfant trop tôt disparu,. Elle peut même servir à la police pour diffuser un signalement (c'est peut-être une miniature qui servit à la police de Fouché pour identifier et arrêter Cadoudal).
Les miniaturistes étaient donc fort recherchés et il y en avait de grand talent. L'un d'entre eux, Isabey, élève de David, fut le maître de cérémonie du Sacre de Napoléon.
Inventé en 1839, le daguerréotype, ancêtre de la photographie, est un concurrent redoutable parfois dissimulé sous un vernis ou une peinture pour lui donner un aspect plus traditionnel. Cette concurrence entraîne, à terme, la quasi-disparition de la miniature sur ivoire. On compte encore quelques artistes américaines au XXe siècle : Lucy May Stanton (en)(1875-1931), Eulabee Dix (1878-1961), Eda Nemoede Casterton (1877-1969).

### Variantes

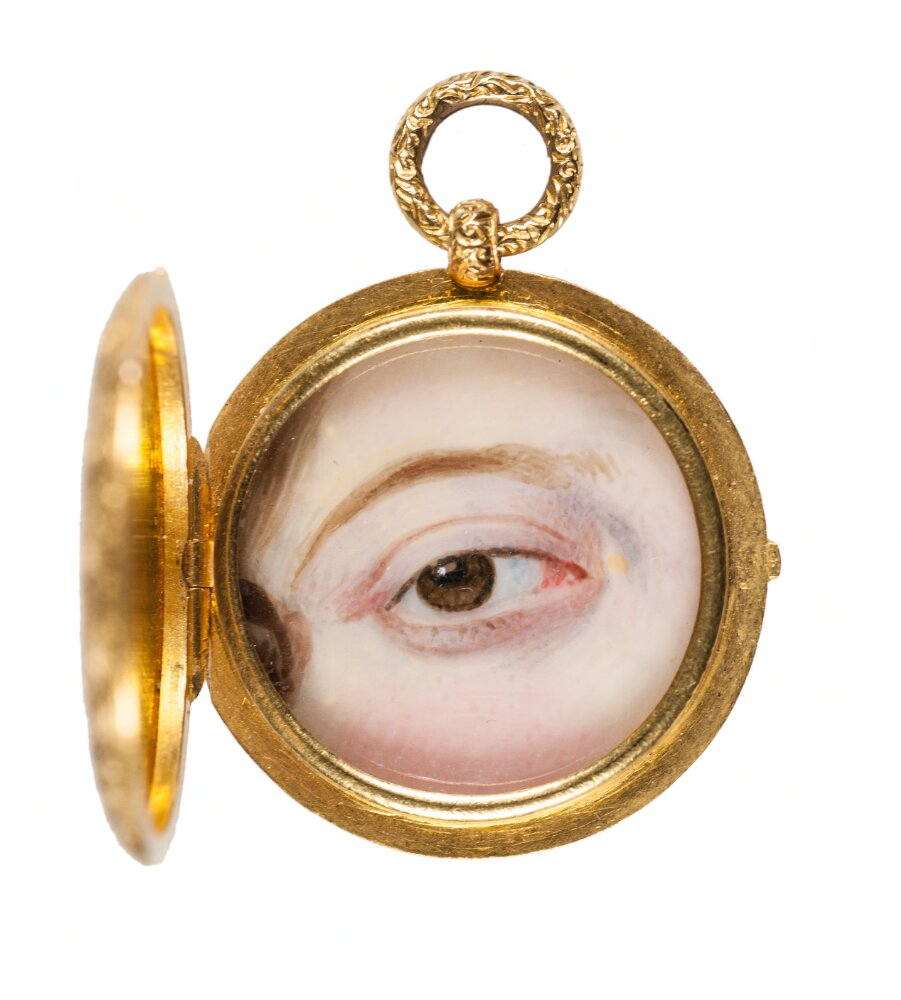
Œil miniature de la reine Victoria (1839) attribué à William Charles Ross

Entre 1785 et 1830, une mode se diffuse d'Angleterre vers la France et la Suède de l'œil miniature. Richard Cosway, George Engleheart et  John Smart notamment peignent en gros plan l'œil de l'être aimé. L'œil miniature est dissimulé dans un médaillon, ou exposé sur une broche ou une bague. Le musée Nationalmuseum à Stockholm contient une collection d'yeux miniatures dont l'œil de la reine Victoria elle-même, réalisé lors de ses fiançailles avec Albert de Saxe. Le Victoria and Albert Museum contient lui-aussi une salle dédiée aux miniatures, dont une vitrine d'yeux.

## Technique
Les supports peuvent être variés, ainsi que les techniques, picturales :
- À côté des peintures dites « à froid » simplement déposées sur le support, se développent les techniques dites d'émaillage sur des supports résistant à la chaleur (cuivre). La couche picturale est habituellement déposée sur une couche de blanc. Elle peut aussi, dans quelques cas être déposée directement sur le support.
- Les miniatures sur porcelaine relèvent un peu de la technique précédente (voir peinture sur porcelaine). Elles seront populaires au cours du XIXe siècle. Les œuvres de Marie-Pauline Laurent et de Nicolas-Marie Moriot, exposées au musée Condé de Chantilly, sont exceptionnelles dans ce domaine. Étienne-Charles Le Guay (1762-1846) et son épouse Marie-Victoire Jaquotot (1772-1855) sont également à citer.
- La peinture éludorique ou fixé-sous-verre se répand jusqu'au milieu du XIXe siècle.
- Les portraits à la pointe d'argent connaissent un certain succès.
- La miniature à l'huile est très en vogue aux Pays-Bas au XVIIe siècle. Elle consiste à peindre à l'aide d'une peinture à l'huile sur une plaque métallique (en général du cuivre) en lieu et place d'une toile. Elle est améliorée par les fijnschildres de Leyde. Certains miniaturistes, très peu nombreux, ont peint à l'huile sur l'ivoire. On peut citer François Ferrière (1752-1639) et Louis Séné (1752-1804).
- Au XIXe siècle, des artistes peintres reconvertis en photographes ont réalisé, comme Alphonse Plumier, des miniatures photographiques en coloriant leurs daguerréotypes.

## Le matériel

### Le support
Ivoire
L'ivoire a une semi-transparence qui se rapproche le plus de la peau humaine. Les plaques d'ivoire de la première moitié du XVIIe siècle ont une épaisseur d'un millimètre. On arrivera à les débiter ensuite en épaisseur de 0,5 millimètre améliorant sa transparence. Le miniaturiste les achète à l'état brut chez le tabletier ou le marchand de couleurs. Il doit d'abord les poncer pour enlever les cannelures laissées par la scie de façon à obtenir une surface homogène parfaitement lisse. Si besoin est, il peut dégraisser la plaque ou la blanchir. La mince plaque d'ivoire est alors contrecollée sur un papier fort pour la stabiliser et lui apporter un fond clair. Il faut savoir que la largeur d'une défense d'éléphant étant limitée à 18 centimètres, il faut être particulièrement inventif pour dépasser cette taille. Quoi qu'il en soit, on trouve sous la Révolution des œuvres qui dépassent parfois 30 × 25 cm.

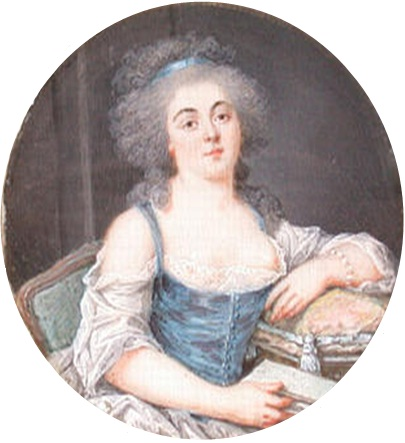
Portrait de Bathilde d'Orléans, fin du XVIII, peinture sur ivoire.

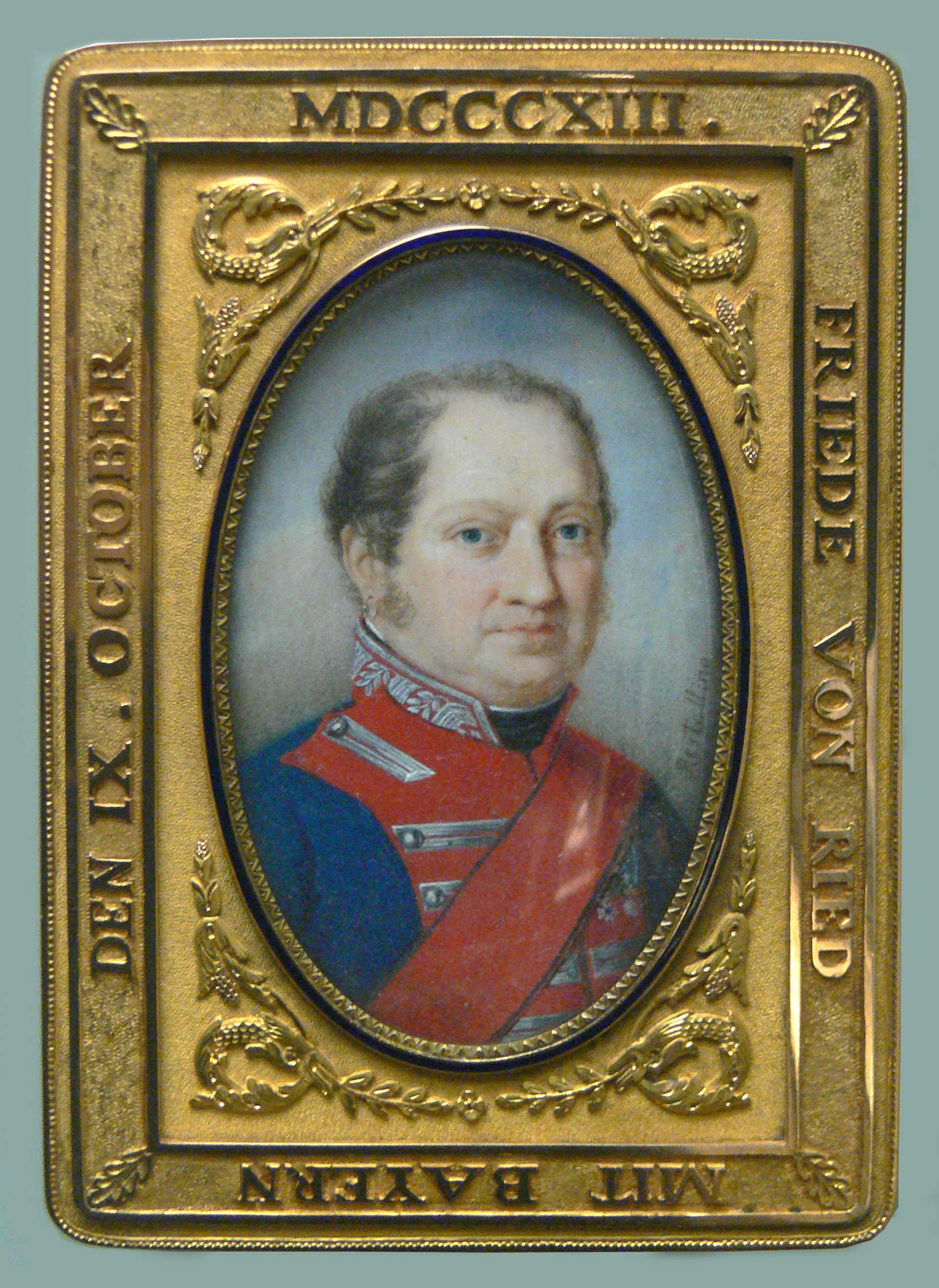
Portrait de Maximilien Ier de Bavière sur une tabatière, début du XIXe siècle.

La technique des paillons est très fréquente autour de 1800. On dispose une feuille d'argent au dos de l'ivoire et aux endroits où l'on veut rehausser la luminosité. Malheureusement l'argent noircit avec le temps et produit un très mauvais effet sur l'ouvrage. Plus rares sont les feuilles d'or ou les papiers colorés. Certains artistes ont l'habitude de colorier le revers de l'ivoire à certains endroits afin de donner une teinte de base à la peinture vue de face. Grâce à la semi-transparence de celui-ci, cette peinture apparaît avec une intensité amoindrie.
Le format des miniatures est sujet à de grandes variations. Leur taille peut aller de celui d'un chaton de bague ou d'une tête d'épingle à cravate à 30 centimètres. Le format habituel se situe entre 6 et 8 centimètres.[réf. nécessaire]
Céramique
Autres supports

### La peinture
Pour l'ivoire, le miniaturiste utilise les mêmes couleurs que le peintre à l'aquarelle ou à la gouache, mais les pigments doivent être broyés plus finement. Le liant le plus couramment utilisé est un mélange de gomme arabique et de sucre candi qui a pour effet de la rendre plus souple. Chaque artiste a sa propre recette d'adjuvant pour adapter ce mélange à son travail. La quantité de liant définit l'intensité, la profondeur et le degré de luminosité de la couleur.[réf. nécessaire]
Avant de peindre sur l'ivoire, l'artiste dessine son modèle sur du papier puis le copie sur le support définitif par transparence en mettant le dessin sous l'ivoire. Les premières couches de couleur sont disposées en surfaces larges avec une couleur liquide qui donne un fond pour une couleur plus précise. Le fond et les vêtements sont travaillés à la gouache en couches opaques et larges avec des nuances d'ombre au pinceau plus fin. Les tissus blancs sont réalisés à l'aide de couleurs transparentes avec des rehauts de gouache. Les carnations sont la partie la plus difficile. C'est à elles qu'on reconnaît un bon miniaturiste. Elles s'expriment en touches larges et transparentes sur lesquelles le miniaturiste applique des ombres au petit pinceau, en touches fines, pour rendre le modelé. « Un peintre en miniature doit être un bon dessinateur doublé d'une main sûre, précise et patiente ». L'usage du vernis est rare et réservé pour quelques ombres. À partir de 1800, l'application de liant sur la peinture terminée est de plus en plus fréquente.
Différentes matières colorantes sont utilisées :
- l'aquarelle (autoportrait de Louis Autissier ; Sarah Goodridge ; Anne Langton (en) ; Annie Dixon) ;
- la tempera (Rosalba Carriera) ;
- la gouache (portrait de Luís Miranda par Antonio María Esquivel) ;
- le pastel (portrait de Mary Galloway Whilldin par Charles Willson Peale, Smithsonian National Portrait Gallery).

### Les outils
- La peinture. Elle peut être préparée par le miniaturiste lui-même (ou son assistant) à partir de pigments. Elle peut être achetée prête à l'emploi sous forme de cubes secs préparés avec le liant.[réf. nécessaire]
- Le grattoir est une lame bien pointue. Il sert à effectuer des corrections en enlevant la couleur avec beaucoup de précision. On s'en sert pour alléger une partie trop sombre, exécuter des contours précis, dessiner des lignes claires. Il ne doit pas être utilisé sur du parchemin.[réf. nécessaire]
- Les palettes en ivoire ou en verre opaque sont plus petites que celles des peintures à l'huile.[réf. nécessaire]
- La loupe et le verre noir servent à contrôler l'œuvre. Quasiment tous les miniaturistes se servent de la loupe. Quant au verre noir il offre la vue du portrait inversé et donne ainsi l'occasion de juger l'ouvrage sous un nouvel aspect.[réf. nécessaire]

## Quelques noms célèbres

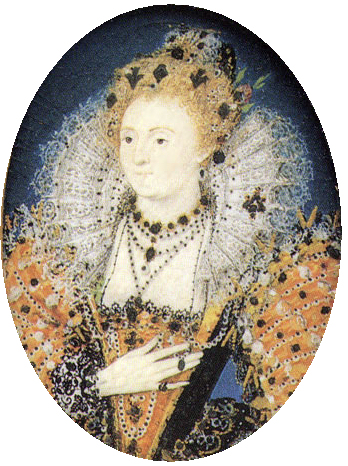
Portrait d'Élisabeth Ire d'Angleterre par Nicholas Hilliard, miniature montée sur carton, 58 x 48 mm.

La plupart des miniatures ne sont pas signées. Cependant on peut retenir le nom de quelques miniaturistes célèbres qui ont signé leurs œuvres. Cette liste chronologique est loin d'être exhaustive :
- Nicolas Hilliard, Angleterre, 1547-1619 ;
- Samuel Cooper (1609-1672) ;
- David des Granges, Angleterre, (baptisé en 1611, mort en 1671 ou 1672)
- Jean-Louis Petitot, France, 1653-1702 ;
- Jean-François de Sompsois, 1720-1808;
- Pierre Adolphe Hall, Suède, 1739-1793 ;
- Jean Baptiste Weyler, né le 3 janvier 1747 à Strasbourg et décédé le 25 juillet 1791 à Paris, peintre miniaturiste sur émail à l'Académie Royale ;
- Pierre Rouvier (1741-1818), Paris et Lyon ;
- William Grimaldi, Angleterre, 1751-1830 ;
- Jean Georget, Sèvres, France, 1763-1823 ;
- Edward Greene Malbonne, États-Unis, 1777-1807
- Pierre Chasselat, France, 1753-1814 ;
- Charles Guillaume Alexandre Bourgeois, France, 1759-1832 ;
- Jacques Augustin, Saint-Dié des Vosges, Paris, 1759-1832 ;
- Élisabeth Terroux, Genève, 1759-1822 ;
- François-Joseph Desvernois, actif en France entre 1768 et 1810 ;
- Jean-Baptiste Isabey, France, 1767-1855 ;
- Pierre Charles Cior, Paris, 1769 - après 1838 ;
- Marie-Victoire Jaquotot, Paris et Sèvres, 1772-1855 ;
- Jean-François Gérard, dit Fontallard, France, 1772-1857 ;
- Pierre-Édouard Dagoty, actif à Bordeaux, 1775 -1871 ;
- Daniel Saint, Paris, 1778-1847 ;
- Moritz Michael Daffinger, Vienne, 1790-1849 ;
- Charles William Ross, Londres, 1794-1860 ;
- Lizinska de Mirbel, 1796-1849 ;
- Flavien-Emmanuel Chabanne Paris-Lyon, 1799-1864 ;
- Marie-Pauline Laurent, Paris, 1805-1860 ;
- Sidonie Berthon, Paris, 1817-1871 ;
- Achille Mouret, France, 1817-1897 ;
- Eugène Letourneau, 1836-1872 ;
- Mohammed Râcim, Alger, 1896-1975.